# Sequential Circuits Prophet 5
Le Prophet-5 est un clavier synthétiseur de type analogique conçu par la société Sequential Circuits en 1978. Il est commercialisé jusqu’en 1984. Il fait son grand retour sur le marché des synthétiseurs en 2020 dans une version améliorée tout en restant fidèle aux précédentes séries.

## Polyphonique et programmable
Présenté en avant première au NAMM d'hiver de 1978, ce synthétiseur préfigure les claviers modernes. Il est réellement polyphonique (cinq voix), et a surtout la capacité de sauvegarder la totalité des réglages des paramètres dans des emplacements mémoire. Il a en outre une bonne puissance de synthèse grâce au Poly Mod, un système de modulation sophistiqué. Autre atout supplémentaire, sa caisse en bois vernis est esthétique. Le son est riche et puissant. Il n'est pas le seul clavier polyphonique du marché, mais ses concurrents directs, le Polymoog de Moog (qui utilise la technique de division d'octave comme sur les orgues pour obtenir la polyphonie) et le Yamaha CS-80, sont plus encombrants et inabordables pour beaucoup de musiciens.
Les premiers polyphoniques Oberheim, Roland, Korg, etc., susceptibles de rivaliser en termes de possibilités et de prix arriveront plus tard. Le succès est donc immédiat malgré de nombreux problèmes de fiabilité sur les premiers modèles produits.
Une version à dix voix de polyphonie (Prophet-10) présentée dans le même boîtier fut aussi proposée, mais rapidement retirée du marché, la chaleur dégagée par les composants la rendant totalement inutilisable, voire dangereuse par risque de combustion. Le véritable Prophet-10, équipé cette fois de deux claviers et d'un gabarit plus imposant, sortira plus tard lorsque les problèmes seront résolus. Le Pro-One, un monophonique également très réputé, le Prophet-600 (un Prophet bon marché) et le Prophet-T8 (avec clavier dynamique, sensible à la vélocité et la pression) viendront progressivement compléter la gamme.

## Identifier un Prophet-5
Trois versions (en six révisions) sont construites jusqu'en 1984, puis une quatrième à partir de 2020 :
- la première série (Rev 1 - jusqu'au numéro 182) est de construction très artisanale, ne possède pas d'interface cassette et pose beaucoup de problèmes de fiabilité, elle est équipée de circuits de marque SSM et dispose de 40 mémoires ;
- la deuxième (Rev 2 - numéros 183 à 1299) est plus fiable, notamment pour l'édition des paramètres, et possède une interface cassette ;
- la troisième (Rev 3 - de 1300 à 7200) est dotée de circuits Curtis. Elle permet le réglage microtonal des notes du clavier. Les révisions 3.2 (2461-4063) et 3.3 (4064-7200) ont 120 mémoires. L'ajout d'une interface MIDI est possible sur ces révisions ainsi que sur les Rev 2, mais avec des kits bien spécifiques.
- la quatrième série (Rev 4) voit le jour presque quarante ans plus tard. Il s'agit d'une version moderne et améliorée qui reprend les caractéristiques des trois Rev précédentes et est capable de sonner comme chacune d'entre elles. Elle dispose notamment des deux filtres (Curtis et Rossum (SSM)) avec le rajout d'un sélecteur pour commuter entre les deux, ainsi qu'un bouton « vintage » qui permet, suivant sa position, de passer de l'instabilité typique du premier Prophet à un son « droit » et moderne. La vélocité et l'aftertouch font partie des paramètres supplémentaires qui étendent les possibilités d'expression du Prophet-5. Le nombre de mémoires passe à 200 programmes d'usine (figés, qui comprenne les 40 presets ayant marqué l'histoire de l'instrument à partir de 1978) et 200 programmes utilisateur.

## Succession

### Prophet virtuel

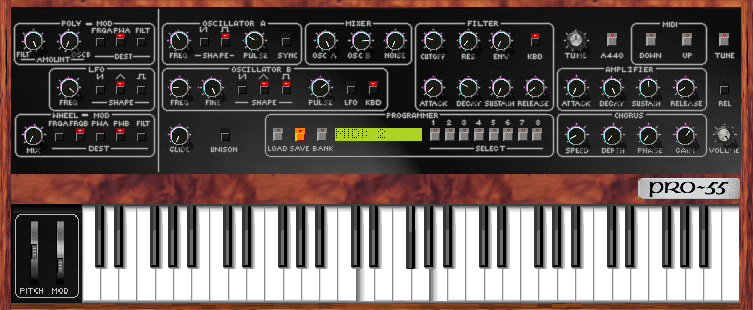
Émulateur Bristol Prophet-52.

De nombreux logiciels proposent des émulations de la série des synthétiseurs Prophet : le vsti gratuit Prophanity de Roberson Audio Synthesizers, le Prophet Plus de Wine Country, le PRO-53 de Native Instruments, le Prophet V d'Arturia.
Certains synthétiseurs à modélisation (Clavia Nord Lead, Creamware, etc.) peuvent eux aussi recréer plus ou moins fidèlement les sons originaux des Prophet.

### Héritiers directs
Pour fêter les trente ans du Prophet-5, la société Dave Smith Instruments met sur le marché le Prophet '08, un synthétiseur analogique huit voix qui reprend l'architecture de son ancêtre sans pour autant en restituer parfaitement le son. D'autres suivront, comme le Prophet Rev2 et surtout le Prophet-6, premier synthétiseur estampillé de la marque Sequential à voir le jour depuis les années 1980, à la suite de la récupération des droits sur la marque par Dave Smith. Les spécificités tant physiques que techniques du Prophet-6 en font l'héritier légitime du Prophet-5.

### Le retour du Prophet-5
En 2020, Dave Smith annonce la ré-édition du Sequential Prophet-5. Cette quatrième version est logiquement identifiée Rev  4 et s'inscrit à la suite directe des prédécesseurs, Rev. 1, Rev. 2 et Rev. 3. Ce nouveau Prophet-5 a la particularité d'inclure les filtres des Rev 1/2 et 3 (sélection au choix) et est capable de recréer les nuances particulières de chacune des versions précédentes (y compris les contours des enveloppes). Comme sur presque tout instrument moderne, son clavier répond à l'aftertouch et à la vélocité, une première sur le Prophet-5, et comporte aussi une implémentation MIDI digne de ce nom ainsi qu'un port USB. Une version à dix voix de polyphonie, en tout point identique au Prophet-5 à cinq voix, est également disponible sous le nom de Prophet-10 (ne doit pas être confondu avec l'ancien Prophet-10 à deux claviers). 

## Caractéristiques techniques

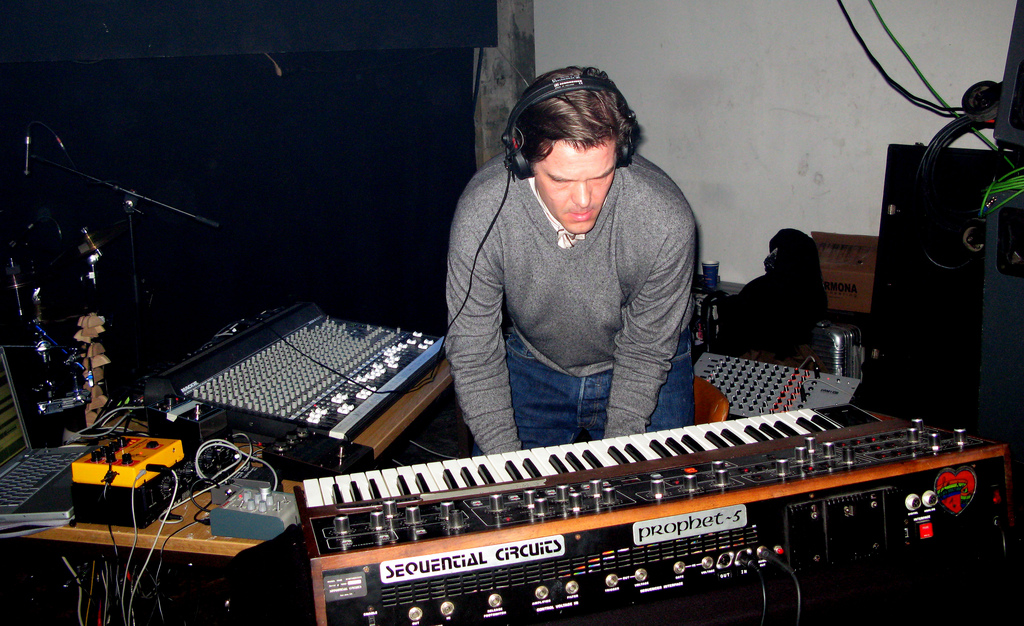
Moritz von Oswald avec un Prophet-5.

- Polyphonie : 5 voix (SSM 2030 puis Curtis CEM3340)
- Multitimbralité : 1
- Oscillateurs : 2 par voix (dents de scie, carré, triangle suivant l'oscillateur A ou B) + un dédié au LFO[1]
- Filtre : 1 passe-bas 24 dB/octave résonnant (SSM 2040 puis Curtis CEM3320)
- Amplitude : 2 ADSR (SSM 2050/2020 puis Curtis CEM3310)
- Processeur central : Zilog Z80
- ROM : 4 Ko
- LFO :	assignable + Poly Mod
- Mémoires : 40 (120 sur les dernières versions)
- Contrôles : pitch bend et modulation, interface cassette
- Prix original : 4 000 $
- Nombre d'exemplaires fabriqués : 7 200

## Artistes ayant fait usage du Prophet-5
- Joe Zawinul
- Patrick Cowley
- Paul McCartney
- a-ha
- Kraftwerk
- Public Image Limited
- Duran Duran
- No Doubt
- Depeche Mode
- Vince Clarke
- Shoc Corridor
- Abba
- Talking Heads
- Peter Gabriel
- Genesis
- Gary Numan
- Giorgio Moroder
- Pink Floyd
- Grandmaster Flash
- Thomas Dolby
- New Order
- Soft Cell
- Taxi Girl
- Ryūichi Sakamoto
- Prodigy
- INXS
- James Blake
- Phil Collins
- Jean Michel Jarre
- Kitaro
- Radiohead
- Level 42
- Eurythmics
- Pet Shop Boys
- John Carpenter
- Supergrass
- Yes
- Spandau Ballet
- Yellow Magic Orchestra
- General Elektriks
- Suicide
- Kevin Gilbert

## Sources
- (en) Un site très complet sur le Prophet-5 et Sequential Circuits.
- (en) Historique et comparaison entre les versions.

## Liens
- Le site de Wine Country Production.
- Le site de Native Instruments.
- Le site d'Arturia.
- Le site de Dave Smith Instruments, et son Prophet '08.